# Скинтејешти (Мехединци)
Скинтејешти (рум. Schinteiești) насеље је у Румунији у жупанији Мехединци у општини Извору Барзиј. Место се налази на надморској висини од 106 m.

## Становништво
Према подацима из 2002. године у насељу је живело 517 становника, од којих су сви румунске националности.